# Ralph Sonntag

Ralph Sonntag (2020)

Ralph Sonntag (* 1968 in Fulda) ist ein deutscher Betriebswirtschaftler, Wirtschaftsinformatiker und Wissenschaftsmanager. Er ist Rektor der Hochschule Stralsund und war zuvor von 2004 bis 2023 Professor für Marketing, insbesondere multimediales Marketing, an der Hochschule für Technik und Wirtschaft Dresden (HTW Dresden).

## Leben
Sonntag studierte Betriebswirtschaftslehre an der Julius-Maximilians-Universität Würzburg. Anschließend war er als wissenschaftlicher Mitarbeiter am Lehrstuhl von Eric Schoop und Projektleiter des Steinbeis-Transferzentrums für Betriebliches Informationsmanagement in Dresden tätig. Hier promovierte er 1999 im Bereich Wirtschaftsinformatik zum Thema „Organisation aktiver Umwelthandbücher: ein Beitrag zum prozeßorientierten Dokumentenmanagement“ zum Doktor der Wirtschaftswissenschaften. Es folgten Tätigkeiten bei der Unternehmensberatung Diebold im Bereich Digital Business sowie bei Kommunikations- und Werbeagenturen. Anschließend baute er das Startup active-film.com AG, an dem Gruner+Jahr sowie Dresdner Bank beteiligt war, mit auf. Später war er Projektleiter bei Ossi Urchs Netzagentur 3w4u.
Als Professor für Wirtschaftsinformatik, insbesondere Organisation, lehrte er zunächst an der Fachhochschule Ansbach und nahm 2004 die Professur für Marketing, insbesondere multimediales Marketing an der HTW Dresden an.
Nach mehreren Legislaturen als Prodekan war Sonntag von 2012 bis März 2015 Dekan der Fakultät Wirtschaftswissenschaften. 2015–2020 war er Prorektor für Lehre und Studium an der HTW Dresden und initiierte u. a. den Tag der Lehre, Fellowships und Fonds für innovative Lehrformen sowie die Didaktische Stulle. Seit 2010 ist er Leiter der Gründungsschmiede, einem Inkubator der Hochschule, sowie seit 2020 Gründungsbeauftragter der Hochschule. Im Sommersemester 2021 wurde er wieder zum Dekan der Fakultät Wirtschaftswissenschaften gewählt. Im November 2022 wählte der erweiterte Senat der Hochschule Stralsund ihn zum Rektor.
Sonntag ist als freiberuflicher Berater im Bereich Marketing und Unternehmensgründung neben der Professur tätig. So unterstützt er Unternehmensgründungen, u. a. in den Bereichen Sozialunternehmen, Social Network, Finanzdienstleistungen. Von 2014 bis 2018 war er Aufsichtsratsmitglied der Konsum Dresden eG, davon 2015 bis 2018 Aufsichtsratsvorsitzender.
Ralph Sonntag ist verheiratet und Vater von zwei Kindern. Er lebte bis zu seiner Berufung zum Rektor in Dresden und zog Anfang 2023 nach Stralsund.

## Forschung, Projekte und Awards
Sonntags Arbeits- und Forschungsschwerpunkte liegen in der Untersuchung von E-Learning und hybriden Lern-/Lernarrangements sowie Word of Mouth und der Werbeerfolgsforschung.
Sonntag war als Projektleiter in verschiedenen Projekten der HTW Dresden tätig, wie u. a. Projekte im Bereich des E-Learnings wie up2study im HAWtech Verbund, Social Media Communication, Fallstudienverbund und E-Stube sowie internationale Projekte wie das Erasmus+ - Projekt Stream mit 12 Partnern aus 6 Ländern. Zu den Erfolgen zählen u. a. Gewinner im Wettbewerb „Entrepreneurial Skills“ des Stifterverband 2021, Gewinner im Wettbewerb „Peer-to-Peer-Strategieberatung für Strategien für Hochschulbildung im Digitalen Zeitalter“ des Hochschulforums Digitalisierung 2017, Finalist im Wettbewerb „MINTernational“ 2017, Gewinner im Wettbewerb „Engagement gewinnen, Vernetzung gestalten“ des Stifterverbands 2017, Gewinner im „Strategiewettbewerb Hochschulbildung und Digitalisierung“ des Hochschulforums Digitalisierung 2015.
2019 erhielt Sonntag für sein langjähriges Engagement für die Partnerschaft zu der Russian University of Transport in Moskau die Ehrenmedaille dieser Universität.
Er war Tätigkeit bei der active-film.com AG als Erfinder bei fünf internationalen Patenten im Bereich der softwarebasierten Steuerung und Interaktion von Videosequenzen beteiligt. Zu den Erfolgen während seiner beruflichen Tätigkeit zählen u. a. der 1. Platz Konvergenzaward 2001 für die Kampagne „Clio Duell“ und der Distinctive Merit Award 2002 des Art Director Clubs New York für die Website „Die Gläserne Manufaktur“. Ferner erhielt er 1992 den deutsch-österreichischen Hochschulsoftwarepreis für das beste Multimedia-Lernprogramm (HERMES).

## Funktionen & Engagement
Ralph Sonntag begleitet Hochschulen im Bereich der Hochschulentwicklung und Hochschuldidaktik. So ist er als Gutachter bei verschiedenen Akkreditierungsagenturen tätig. Innerhalb des Hochschulforums Digitalisierung des Stifterverbands, CHE und HRK ist er u. a. als Mentor für Hochschulen aktiv. In dem Bündnis für Hochschullehre Lehre hoch n war er Teilnehmer im Jahresprogramm 2016 und unterstützt das Netzwerk. Für die Stiftung „Innovation in der Hochschullehre“ sowie im Rahmen von „Erasmus+ Mobilität mit Partnerländern“ des DAAD ist er als Gutachter tätig.
2018 wurde er in das Leitungsgremium des Arbeitskreises E-Learning der Landesrektorenkonferenz Sachsen gewählt. Von 2019 bis 2023 war er Mitglied des Expertengremiums des Förderprogramms „InnoStartBonus“ des Sächsischen Staatsministeriums für Wirtschaft, Arbeit und Verkehr. Seit 2017 ist Ralph Sonntag Mitglied des wissenschaftlichen Rats der Fakultät Sozial- und Wirtschaftswissenschaften der Jan-Evangelista-Purkyně-Universität Ústí nad Labem.
Für die Friedrich-Ebert-Stiftung ist er Vertrauensdozent. Für den Studienkompass der Stiftung der Deutschen Wirtschaft engagiert er sich als Vertrauensperson. Des Weiteren engagiert sich Sonntag u. a. seit vielen Jahren für startsocial.